# Euphyes
Euphyes is een geslacht van vlinders van de familie dikkopjes (Hesperiidae), uit de onderfamilie Hesperiinae.

## Soorten
- E. ampa Evans, 1955
- E. antra Evans, 1955
- E. arpa (Boisduval & Le Conte, 1829)
- E. berryi (Bell, 1941)
- E. bimacula (Grote & Robinson, 1867)
- E. conspicua (Edwards, 1863)
- E. cornelius (Latreille, 1824)
- E. chamuli Freeman, 1969
- E. cherra Evans, 1955
- E. dion (Edwards, 1879)
- E. donahuei Freeman, 1967
- E. dukesi (Lindsey, 1923)
- E. holomelas (Mabille, 1891)
- E. leptosema (Mabille, 1891)
- E. peneia (Godman, 1900)
- E. pilatka (Edwards, 1867)
- E. singularis (Herrich-Schäffer, 1865)
- E. tuba Evans, 1955
- E. vestris (Boisduval, 1852)